# Història de la pilota valenciana
Els orígens exactes de la pilota valenciana no són encara coneguts amb exactitud, de manera que només se'n poden fer conjectures sobre la base dels jocs de pilota semblants.

## L'Antiguitat

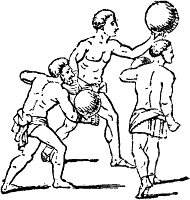
Follis

D'esports de pilota n'hi ha hagut a l'antiga Grècia, a la Xina o a l'Amèrica precolombina, però llurs descripcions són molt vagues o no tenen cap relació amb la pilota valenciana. Així, per exemple, l'explicació que en fa Homer d'una partida a L'Odissea sembla més d'una dansa que d'un esport, amb cants i jugades marcades pel ritme dels instruments. Ja en el món romà, el poeta llatí Marc Valeri Marcial en els seus Epigrames distingia quatre jocs de pilota
- Follis: Una pilota grossa i d'aire que es colpejava amb el puny tancat o amb el braç protegit amb un braçalet. Semblant, doncs, a dues modalitats de l'actual Pallone italià. Es jugava, però, en recintes tancats i de dimensions reduïdes, les termes.
- Harpestum: En un terreny de joc delimitat per dues ratlles i una ratlla central, els jugadors tractaven d'enviar la pilota més enllà del límit del camp contrari. Atès que la pilota sovint anava a ran de terra, semblaria aquest un precedent del Raspall, tot i que d'altres el veuen com un precedent del futbol.
- Paganica: Només se'n sap que s'hi jugava amb una pilota petita i molt dura.
- Trigonalis: Formant un triangle tres jugadors es llençaven una pilota petita.

Cap d'elles, però, s'adiu exactament a l'actual pilota valenciana. Però el fet documentat d'esports basats en les ratlles de la modalitat de llargues en antics territoris de l'Imperi Romà com les actuals Bèlgica, nord de França, Frísia o nord d'Itàlia fan pensar en un origen comú.

## Edat mitjana
En l'Edat mitjana francesa hi ha constància del jeu de paume, que, en un començament, era practicat amb la mà nua. L'any 1292 havia a París tretze tallers de fabricació de pilotes, de manera que queda palesa la seua popularitat. Aquest esport, precursor del tennis, era jugat en recintes tancats (tripots) amb una xarxa al mig per sobre la qual havia de passar la pilota. La puntuació era molt pareguda a la valenciana. Al segle xvi Joan Lluís Vives compara en els seus Diàlegs les dues maneres de jugar a pilota, a França i al Regne de València, i acaba concloent que, malgrat lleus diferències les regles eren les mateixes.
A la Corona d'Aragó va ser un esport molt popular practicat per membres de la noblesa i fins i tot reis (l'humanista Arnau de Vilanova va recomanar la seua pràctica a Jaume II en 1305), si bé aquest èxit va ser part de la seu posterior pèrdua de popularitat, ja que per a evitar problemes es va prohibir la seua pràctica en els carrers quedant confinat a recintes tancats (trinquets) que solament podien mantenir les classes adinerades (a mitjan segle xvi hi ha censats a València 13 trinquets). Famós per la seua transcendència és el bàndol del 14 de juny de 1391 que va promulgar el Consell de la ciutat de València en el qual va prohibir la seua pràctica al carrer:
Malgrat les constants prohibicions les classes populars continuaren practicant la pilota, i les classes acabalades l'abandonaren (fora per diferenciar-se'n, fora per passar a esports més nets com el tennis). La pilota a mà va ser, doncs, un esport menystingut i dominat per les apostes i els desafiaments locals.

## Època moderna

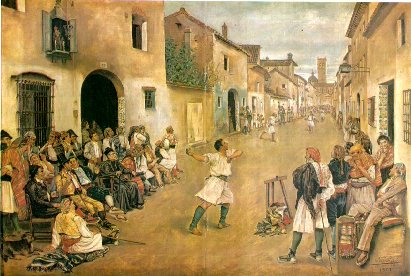
"Joc de pilota", de Josep Bru i Albinyana

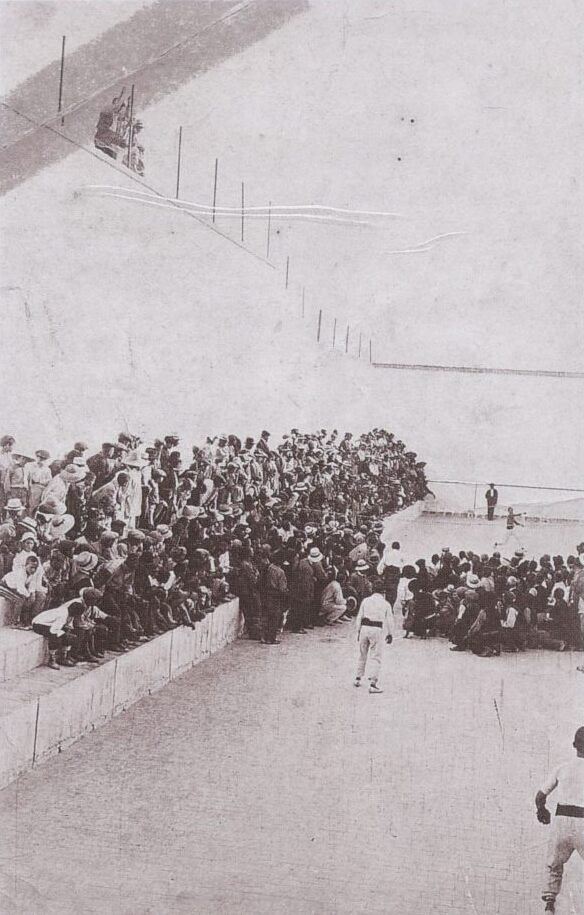
El Faixero en un desafiament d'Escala i corda, 1925

No és fins a finals del segle xix quan els periòdics del Cap i casal comencen a oferir cròniques de partides, majoritàriament als trinquets com el de Pelayo (1868), però també al carrer. És per aquestes referències que avui coneixem pilotaris com Roquet de Penàguila, Bandera, Melero, Bota, el Nene, el Paler o el Pilotero, i trinquets com el de Juan de Mena o el del Grau.
És també llavors quan apareixen els primers frontons al País valencià, per a jugar a les modalitats basques. però anunciat com una diversió per a les elits. A tall d'exemple, el 26 de febrer de 1910, El Mercantil valencià anuncia dos partides amb preus molt disparells: una pesseta i mitja costa la de cesta-punta al Jai Alai de l'Albereda, i 20 cèntims la d'escala i corda al Pelayo
Però la vertadera revolució la provocà El Nel de Murla, qui, el 1910, col·loca una corda de vora 2 m d'altura al mig d'un trinquet i va inventar la modalitat de l'Escala i corda. Fins aleshores als trinquets es jugava com al carrer, a ratlles, tal com es fa avui dia encara al Trinquet de l'Abdet.
Posteriorment la popularització dels esports de masses, especialment el futbol, l'expansió urbanística que va provocar l'enderrocament de nombrosos trinquets, l'augment de la circulació automobilística que va dificultar el joc al carrer i la progressiva castellanització de la societat a causa de la immigració de gran quantitat de persones que no veien la pilota valenciana com un esport propi, provoca que la seua situació en la dècada dels 60 del segle xx fora quasi crítica.

## En l'actualitat

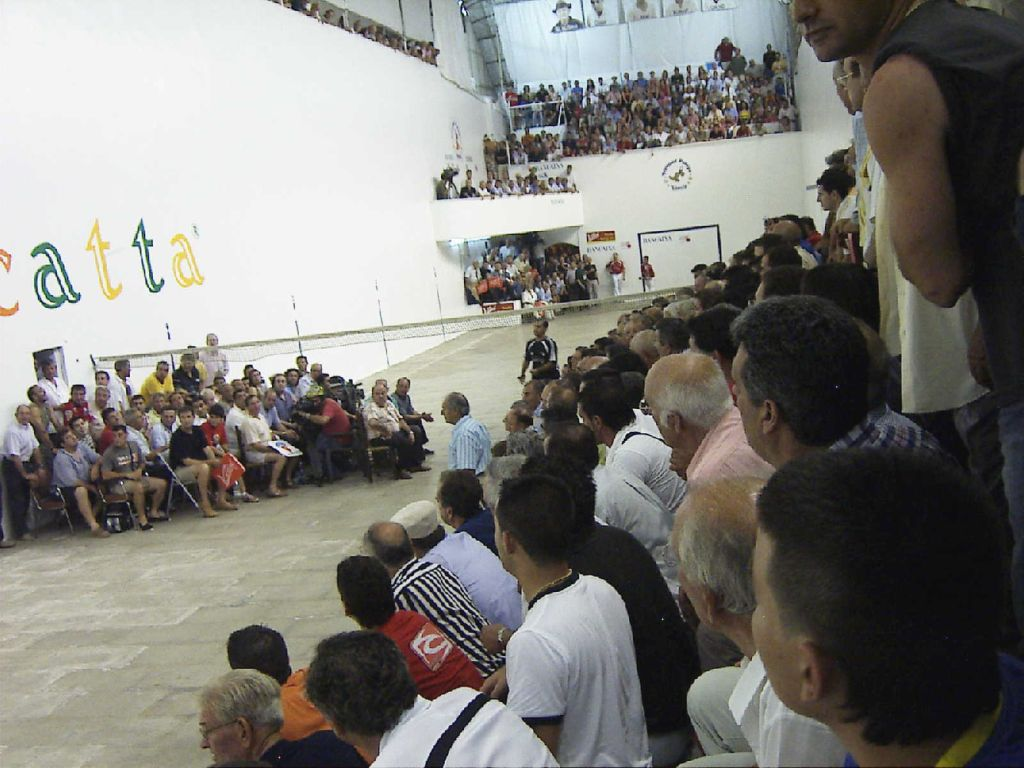
Final de l'Individual del 2005

Els anys 70 i 80, en aqueix moment de decadència i manca d'al·licients, la pilota torna a ressorgir, i es pot dir que és gràcies a un pilotari, el Genovés I, el carisma del qual atrau nombrosos aficionats de volta al trinquet.
A aquest fenomen s'uneix el procés autonòmic dels anys 80. La descentralització política encetada amb el nou règim facilita, el 1984, la independència de la Federació de Pilota Valenciana respecte de la Federación Española de Pelota, que només acull les modalitats basques. D'ençà que la presideixen persones que coneixen la pilota autòctona i la promouen amb l'organització de nombroses competicions de gran part de les modalitats i amb la construcció de canxes de joc als nous instituts per a anar introduir el jovent en un esport que restava oblidat o minimitzat. També, de portes en fora, la FPV participa en l'organització dels Campionats Internacionals de Pilota amb els altres països amb un joc de pilota a ratlles.
El 1990 s'inicia una nova popularització de la pilota amb les retransmissions de les partides en directe per part de Canal 9. Aquesta tasca de reintroducció, però, es va amortir en ser les partides retransmeses en diferit i per Punt 2, a més d'un programa amb l'actualitat del món de la pilota anomenat Trinquet, d'entre 30 i 45 minuts de durada, els diumenges per la vesprada. Amb la desaparició del canal en 2013, l'esport va desaparèixer de la televisió fins que el nou canal À Punt va recuperar en 2018 les retransmissions en directe.
Arran d'aquest reviscolament l'ex-pilotari Alfred Hernando, Fredi, ha encapçalat la modernització de la pilota valenciana mitjançant el torneig Circuit Bancaixa, que ha empés diversos trinquets a millorar les instal·lacions i, en general, l'ha professionalitzada. Des del 2005, la seua nova empresa, ValNet té en nòmina tots els jugadors professionals de pilota valenciana.